# 伯恩賽德 (亞利桑那州)
伯恩賽德（英語：Burnside）是位於美國亞利桑那州阿帕契縣的一個人口普查指定地區。根據2010年美國人口普查，該地人口為537人，而該地的面積約為24.02平方千米。

## 地理
伯恩賽德的座標為35°45′18″N 109°37′49″W / 35.75500°N 109.63028°W，而該地最高點為海拔高度1594米（即6410英尺）。